# Ampelocissus botryostachys
Ampelocissus botryostachys är en vinväxtart som beskrevs av Jules Émile Planchon. Ampelocissus botryostachys ingår i släktet Ampelocissus och familjen vinväxter. Inga underarter finns listade i Catalogue of Life.